# 버스터즈 (음악 그룹)

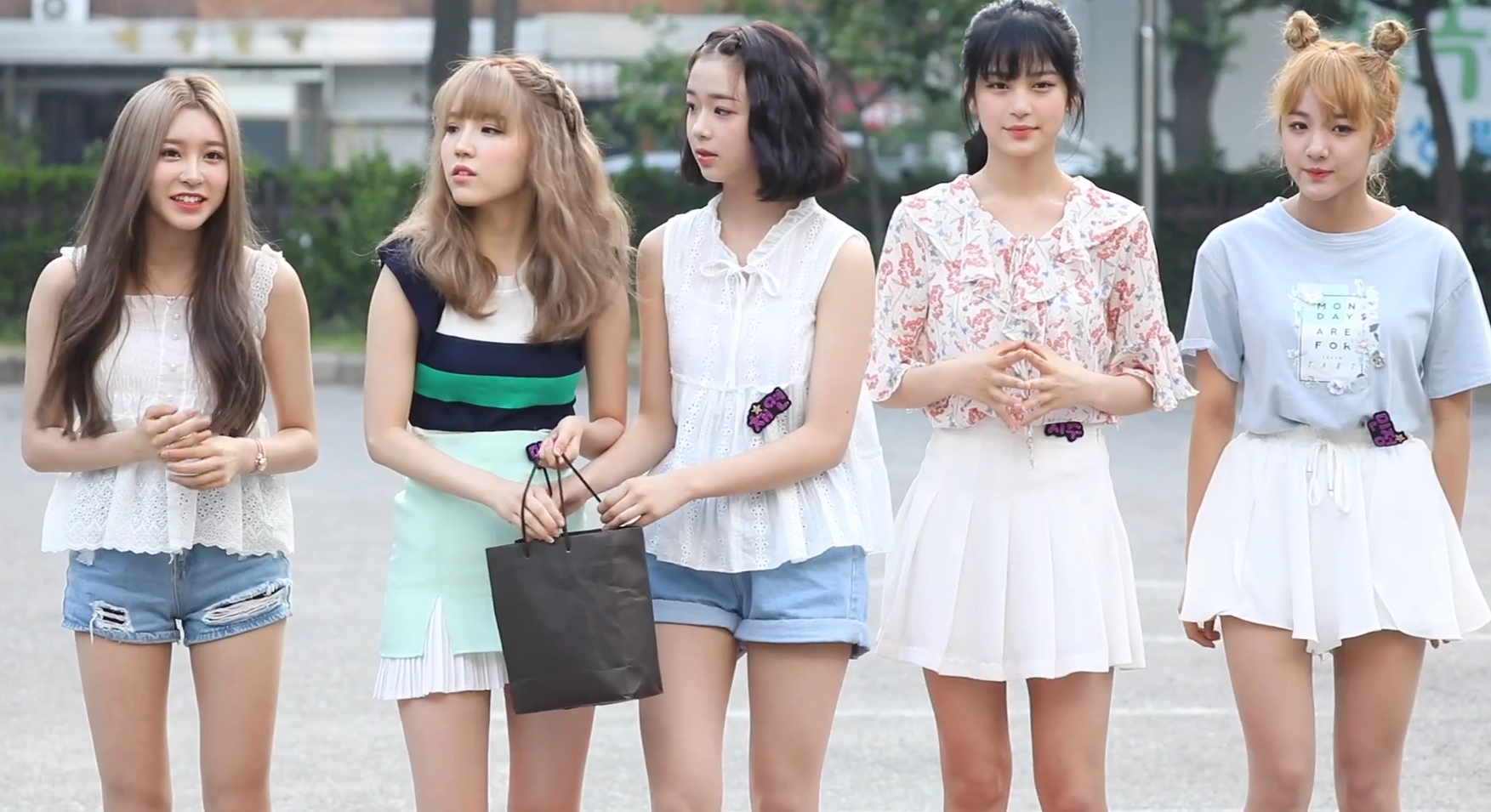
2018년 6월 22일 당시의 버스터즈 시즌 1기 구성원

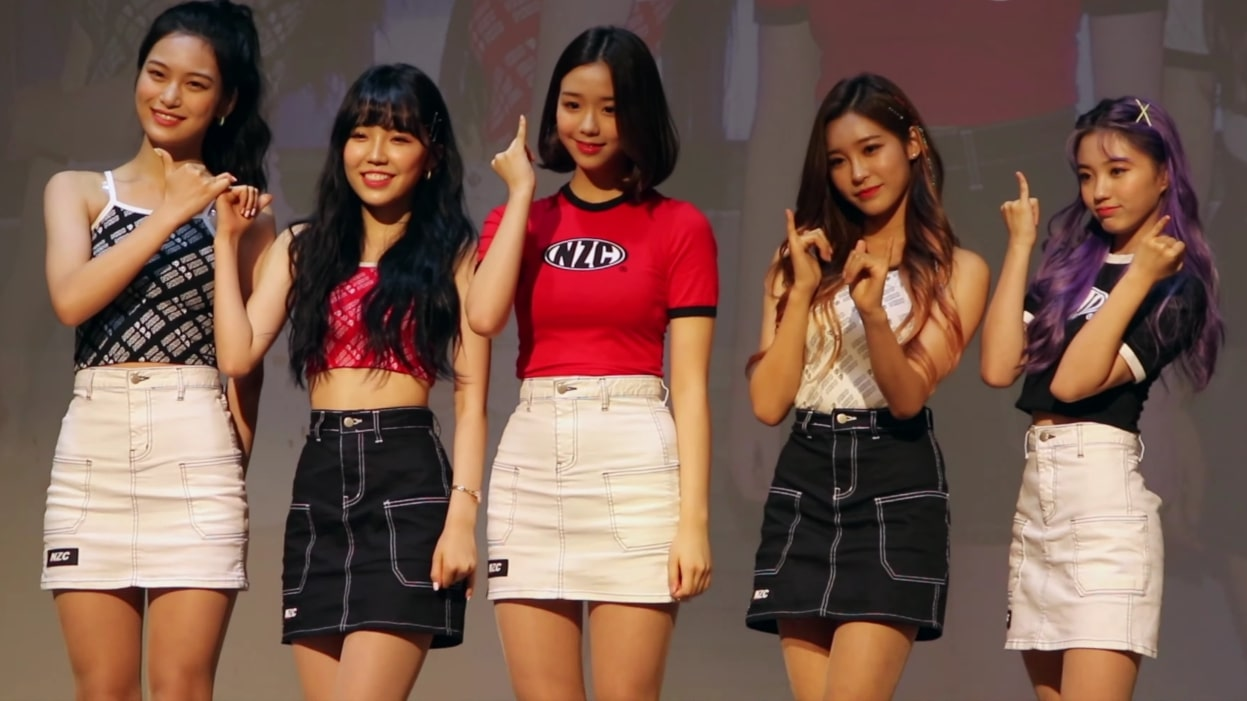
2019년 7월 31일 버스터즈 시즌 2기 구성원

버스터즈(BUSTERS X)는 대한민국의 걸 그룹이다.

## 활동
2017년 11월 27일 《내 꿈 꿔》라는 노래 작품으로 데뷔하였다. 데뷔곡 《내 꿈 꿔》의 뮤직 비디오 감독을 〈슈퍼 주니어〉의 구성원 신동이 담당하여 이슈가 되기도 하였다.

### 2017년: 데뷔
2017년 11월 27일에 싱글 1집 《내꿈꿔》를 발매하고 11월 28일에 SBS MTV의 음악프로그램인 《더쇼》에서 데뷔를 하였다.

## 이전 구성원
| 이름   | 소개 |
| ------ | --- |
| 민정   | - 본명 : 차민정 - 생년월일 : 2004년 7월 15일(20세) - 출생지 : 대한민국 경기도 용인시 - 활동기간 : 2017년 11월 28일 ~ 2019년 1월 27일 - 소속그룹 : 밀키웨이(2019년 ~ )             |
| 민지   | - 본명 : 김민지 - 생년월일 : 2001년 1월 16일(24세) - 출생지 : 대한민국 충청남도 천안시 - 활동기간 : 2017년 11월 28일 ~ 2019년 11월 18일 - 특이사항 : 배우로 활동중                |
| 형서   | - 본명 : 명형서 - 생년월일 : 2001년 6월 25일(24세) - 출생지 : 대한민국 경기도 수원시 - 활동기간 : 2017년 11월 28일 ~ 2020년 3월 29일 - 소속그룹 : 클라씨(2022년 5월 5일 ~ )       |
| 지수   | - 본명 : 정지수 - 생년월일 : 2003년 11월 22일(21세) - 출생지 : 대한민국 경기도 용인시 - 활동기간 : 2017년 11월 28일 ~ 2020년 7월 31일 - 특이사항 : 배우로 활동중                  |
| 채연   | - 본명 : 김채연 - 생년월일 : 2004년 12월 4일(20세) - 출생지 : 대한민국 서울특별시 강북구 - 활동기간 : 2017년 11월 28일 ~ 2020년 7월 31일 - 소속그룹 : tripleS(2022년 5월 31일 ~ ) |
| 예서   | - 본명 : 강예서 - 생년월일 : 2005년 8월 22일(19세) - 출생지 : 대한민국 인천광역시 - 활동기간 : 2019년 2월 1일 ~ 2020년 7월 31일 - 소속그룹 : Kep1er(2022년 1월 3일 ~ )            |
| 민민   | - 본명 : 하정민 - 생년월일 : 2006년 7월 2일(19세) - 활동기간 : 2021년 5월 20일 ~ 2021년 10월 25일                                                                                 |
| 윤지   | - 본명 : 이윤지 - 생년월일 : 2007년 1월 9일(18세) - 활동기간 : 2021년 11월 ~ 2023년 5월 18일                                                                                      |
| 타카라 | - 본명 : 야스다 타카라 (安田 聖良) - 생년월일 : 2005년 1월 19일(20세) - 출생지 : 일본 오사카부 - 활동기간 : 2020년 3월 16일 ~ 2025년 3월 8일                                      |
| 지은   | - 본명 : 전지은 - 생년월일 : 2005년 3월 5일(20세) - 출생지 : 대한민국 경기도 용인시 - 활동기간 : 2019년 12월 10일 ~ 2025년 3월 19일                                               |
| 민지   | - 본명 : 전민지 - 생년월일 : 2006년 9월 26일(18세) - 출생지 : 대한민국 경기도 용인시 - 활동기간 : 2020년 3월 16일 ~ 2025년 3월 19일                                               |
| 세이라 | - 본명 : 타이 세이라 (田井 星空) - 생년월일 : 2004년 1월 27일(21세) - 출생지 : 일본 오사카부 - 활동기간 : 2021년 3월 9일 ~ 2025년 3월 23일                                        |
| 나미   | - 본명 : Nuchcharin Ngernkeeree - 생년월일 : 2004년 6월 8일(21세) - 출생지 : 태국 - 활동기간 : 2023년 6월 1일 ~ 2025년                                                            |

### 역대 리더
- 1대 민지 (2017.11.28 ~ 2019.11.18)
- 2대 지수 (2019.11.18 ~ 2020.07.31)
- 3대 지은 (2020.08.01 ~ 2025.03.19)

## 음반 목록
| 연도 | 제목              | 정보                                                                                                | 수록곡                                                                                             |
| ---- | ----------------- | --------------------------------------------------------------------------------------------------- | -------------------------------------------------------------------------------------------------- |
| 2017 | 《내꿈꿔》        | - 발매일: 2017년 11월 27일 - 기획사: 몬스터그램 - 유통사: 지니뮤직 - 포맷: CD, 디지털 다운로드      | 1. 내꿈꿔 2. 랄랄라 3. 내꿈꿔(Inst.) 4. 랄랄라(Inst.)                                              |
| 2018 | 《포도포도해》    | - 발매일: 2018년 6월 12일 - 기획사: 몬스터그램 - 유통사: 블렌딩 - 포맷: CD, 디지털 다운로드         | 1. 포도포도해(Grapes) 2. 책임져 3. 포도포도해(Grapes)(Inst.) 4. 책임져(Inst.)                      |
| 2019 | 《Pinky Promise》 | - 발매일: 2019년 7월 31일 - 기획사: 마블링 E&M - 유통사: 블렌딩 - 포맷: CD, 디지털 다운로드         | 1. 별 헤는 밤(Starlight) 2. Pinky Promise 3. 새콤달콤(Sour Sweet) 4. Lucky Lucky 5. 뚜뚜뚜(TuTuTu) |
| 2020 | 《Paeonia》       | - 발매일: 2020년 6월 12일 - 기획사: 마블링 E&M - 유통사: 드림어스컴퍼니 - 포맷: CD, 디지털 다운로드 | 1. Paeonia 2. 벚꽃이 피면(Cherry Blossom) 3. Paeonia(Inst.) 4. 벚꽃이 피면(Cherry Blossom)(Inst.)  |
| 2022 | 《re:Born》       | - 발매일: 2022년 4월 27일 - 기획사: 마블링 E&M - 유통사: 드림어스컴퍼니 - 포맷: CD, 디지털 다운로드 | 1. 풋 2. 아이야 3. 고장난 시계 4. 풋(inst.) 5. 아이야(Inst.) 6. 고장난 시계(Inst.)                 |
| 2022 | 《여름인걸》      | - 발매일: 2022년 7월 11일 - 기획사: 마블링 E&M - 유통사: 드림어스컴퍼니 - 포맷: CD, 디지털 다운로드 | 1. 여름인걸                                                                                        |
| 2022 | 《고장난 시계》   | - 발매일: 2022년 9월 6일 - 기획사: 마블링 E&M - 유통사: 드림어스컴퍼니 - 포맷: CD, 디지털 다운로드  | 1. 고장난 시계                                                                                     |